# Bambi (manga)
Bambi (バンビ, Banbi, estilizada como BAMBi) é uma série de manga seinen, escrita por Atsushi Kaneko. Foi publicada na revista Comic Beam da editora Enterbrain entre julho de 1998 e setembro de 2001. O manga foi publicado no Brasil pela Conrad Editora.
O título do manga faz referência à canção "Who Killed Bambi?" da banda britânica Sex Pistols.

## Lançamento
O manga foi originalmente publicado na revista Comic Beam pela editora Enterbrain entre julho de 1998 e setembro de 2001. A série foi compilada em seis volumes tankōbon, que foram lançados pela Enterbrain entre 30 de junho de 2000 e 25 de setembro de 2001. Uma edição especial intitulada "Rei Alternative" foi publicada pela Enterbain a 27 de setembro de 2002. Os dois primeiros volumes da versão remodelada de Bambi foram lançados a 25 de outubro de 2014; o terceiro e quarto volume foram lançados a 25 de novembro do mesmo ano, e os dois últimos volumes foram lançados a 25 de dezembro do mesmo ano. O manga foi publicado em língua inglesa pela Digital Manga Publishing. Em França, o manga foi publicado pela Éditions IMHO.